# یواس‌اس ژنرال ام‌ال هرسی (ای‌پی-۱۴۸)
یواس‌اس ژنرال ام ال هرسی (ای‌پی-۱۴۸) (به انگلیسی: USS General M. L. Hersey (AP-148)) یک کشتی بود که طول آن 522 ft 10 in (159.36 m) بود. این کشتی  در سال ۱۹۴۴ ساخته شد.